# Journey (Album)
Journey ist das Debüt-Album der US-amerikanischen AOR-Band Journey. Journey erschien 1975 bei Columbia Records. Im Gegensatz zu den späteren Aufnahmen ist das Debüt ein Progressive-Rock-Album und konzentriert sich hauptsächlich auf die instrumentalen Talente der Band. Es ist das einzige Album mit Gitarrist George Tickner.
Journey nahm vor der Veröffentlichung des Albums ein Demo-Album mit den gleichen Songs in einer anderen Reihenfolge auf. Darauf waren auch zusätzliche Songs, einschließlich instrumentaler Stücke, die dann nicht auf das Album kamen. Einer davon war der ursprüngliche Titelsong des Demoalbums Charge of the Light Brigade.

## Songliste
1. Of a Lifetime (Gregg Rolie, George Tickner, Neal Schon) 6:54
2. In the Morning Day (Rolie, Ross Valory) 4:27
3. Kohoutek (Instrumental) (Schon, Rolie) 6:46
4. To Play Some Music (Rolie, Schon) 3:19
5. Topaz (Instrumental) (Tickner) 6:12
6. In My Lonely Feeling/Conversations (Rolie, Valory) 5:01
7. Mystery Mountain (Rolie, Valory, Diane Valory) 4:23

## Besetzung
- Gregg Rolie – Gesang, Keyboard
- Neal Schon – Leadgitarre
- George Tickner – Rhythmus-Gitarre
- Ross Valory – Bass, Piano
- Aynsley Dunbar – Schlagzeug